# Sevilla City (documental)
Sevilla City es un documental español sobre música rap estrenado en 2005 y realizado por Juan José Ponce con la participación de SFDK, ToteKing, Juaninacka y Dogma Crew. Se trata de un trabajo de la productora Sidiali Producciones. La obra nace tras la amistad del director, Juan José Ponce, con uno de los protagonistas del documental, el rapero El Puto Largo del grupo musical Dogma Crew. Se trata de una obra de bajo presupuesto.

## Sinopsis
Sevilla es una de las principales ciudades del rap en castellano. Este documental muestra los adentros de la escena musical del Hip-Hop en la ciudad, a través de varios de sus representantes: SFDK, Tote King, Juaninacka o Dogma Crew, con entrevistas a los protagonistas, conciertos en directo, el videoclip de la canción "Una mirada a mi alrededor" de Juaninacka y mostrando el día a día de estos artistas.
La intención de Juan José Ponce es la de mostrar la realidad de este género musical a través de sus autores, desde un punto de vista íntimo y personal, ya que según la opinión del director, "los raperos siempre me decían que los medios nunca reflejaban bien su cultura y su música, llenándolos de estereotipos y dando una imagen falsa de lo que son." 
A través de la cámara se muestra la vida de estos artistas y su entorno: en el salón de casa, en la biblioteca, jugando al baloncesto, leyendo… Juan José Ponce retrata a estos chicos de menos de treinta años, de clase media, con estudios, cabreados con varios aspectos de la sociedad y que deciden contar sus ideas y pensamientos a través de un lenguaje directo que llega a un público considerablemente amplio. Sevilla City pretende desestereotipar los tópicos que los medios de comunicación españoles asocian al mundo del rap, mostrando la realidad de unos chicos comunes de Sevilla. La diferencia con los demás es que lo expresan.

## Producción
El documental es el primer trabajo profesional de Juan José Ponce, y cuyo rodaje fue el premio por haber ganado el concurso Doc'Amateur 2003, promovido por Documanía, que otorga 6.010 euros al ganador de cada edición destinados a la producción del siguiente documental. Fue con este apoyo económico con el que Juan José Ponce dirige Sevilla City, mostrando la cultura del Hip-Hop español desde sus adentros.
El filme cuenta con la dirección en fotografía del sevillano Migue Amodeo al cargo de la fotografía y el etalonaje, y del colectivo gaditano "Emotive" para el videoclip de "Una mirada a mi alrededor" de Juaninacka. El documental está realizado de forma que parece una canción de rap, entrelazando frases de los cantantes en las entrevistas con versos de canciones y una base de ritmos que suena de fondo duramente todo el filme.

## Reparto
El elenco completo que aparece en el documental está formado por los raperos Tote King, SFDK (compuesto por Zatu Rey y Acción Sánchez), Juaninacka y Dogma Crew (El Puto Largo, Hijo Pródigo, Legendario y Demonio), además de algunos graffiteros como Logan o SLK.

## Emisión
Fue emitida en 2005, año de su estreno, por el canal de televisión Documanía.

## Premios
| Año  | Certamen                 | Categoría                | Resultado |
| ---- | ------------------------ | ------------------------ | --------- |
| 2005 | IN-Edit (Barcelona)      | Mejor documental         | Ganador   |
| 2006 | Alcances (Cádiz)         | Mejor documental andaluz | Ganador   |
| 2006 | Festival Visual (Madrid) | Mejor corto-documental   | Ganador   |

## Curiosidades
En 2010 el documental subido a YouTube, fue el vídeo que más visitas registró en esta plataforma en toda la provincia de Sevilla.